# Paweł Gawęcki
Paweł Gawęcki (ur. 9 stycznia 1987 w Kielcach) – polski piłkarz ręczny, rozgrywający, od 2013 zawodnik KPR-u Legionowo.
Wychowanek Vive Kielce, w barwach którego zadebiutował w sezonie 2006/2007 w Ekstraklasie. Będąc zawodnikiem kieleckiego klubu, grał również w europejskich pucharach – Pucharze EHF i Pucharze Zdobywców Pucharów (w sezonie 2008/2009 rzucił w nim cztery bramki). W latach 2008–2013 był zawodnikiem Stali Mielec, z którą w sezonie 2011/2012 zdobył brązowy medal mistrzostw Polski. W 2013 przeszedł do KPR-u Legionowo. W sezonie 2014/2015, kiedy legionowski klub wygrał rozgrywki I ligi, Gawęcki należał do jego najskuteczniejszych zawodników – w 24 meczach rzucił 134 bramki.
W 2006 uczestniczył w mistrzostwach Europy U-20 w Austrii, podczas których wystąpił w siedmiu meczach i zdobył 23 bramki.
Żonaty z siatkarką Anną Gawęcką.